# حسنية بنسليمان
حسنية بنسليمان هو نادي كرة قدم مغربي أٌسس عام 1958. يلعب النادي في الدوري المغربي لكرة القدم القسم الثالث.